# Hooper Bay
Hooper Bay è una città degli Stati Uniti d'America, situata nella Census Area di Wade Hampton, nello Stato dell'Alaska. Il gruppo musicale Boards of Canada ha chiamato un album Hooper Bay.